# Sant Julià d'Aspa
Sant Julià d'Aspa és una església barroca d'Aspa (Segrià) inclosa a l'Inventari del Patrimoni Arquitectònic de Catalunya.

## Descripció
Església situada en cantonera, que conforme amb la façana principal la plaça vella i mab la façana lateral un plaça nova. Una nau central i dues laterals amb estructures de volta de canó donant lloc a contraforts exteriors. Façana d'ornamentació barroca molt deteriorada, amb carreus regulars de pedra. A la façana lateral, per l'altra banda, la pedra fou només utilitzada fins als tres metres d'alçada i als punts de forta solicitació constructiva. Acabada de fer amb terra i pedra irregular.

## Història
L'antic retaule de l'altar major, de Jaume Ferrer II, es conserva al museu diocesà de Lleida.